# نیروگاه بادی لیلگراند
نیروگاه بادی لیلگراند (انگلیسی: Lillgrund Wind Farm) به فاصله تقریبی ۱۰ کیلومتر از ساحل جنوب سوئد، به‌طور دقیق در سمت جنوب پل اورسوند قرار دارد که سرعت میانگین باد ۸ تا ۱۰ متر بر ثانیه (۲۶ تا ۳۳ فوت بر ثانیه) است. ظرفیت تولید برق این نیروگاه که از ۴۸ توربین بادی مدل زیمنس اس‌دبلیوتی-۲٫۳–۹۳ (Siemens SWT-2.3-93) تشکیل شده است، ۱۱۰ مگاوات (MW) می‌باشد، نیروگاه بادی لیلگراند بزرگ‌ترین نیروگاه بادی دریایی سوئد است. هدف از طراحی این نیروگاه، تأمین برق بیش از ۶۰٬۰۰۰ خانه بود. قطر روتور توریین‌های نیروگاه برابر با ۹۳ متر است.
طبق بررسی‌های انجام گرفته در سال ۲۰۱۶، ایجاد این نیروگاه تأثیر قابل توجه‌ای بر حیات دریایی ندارد.